# Домино (фильм, 2019)
«Домино» (англ. Domino) — триллер режиссёра Брайана Де Пальма.
Премьера фильма состоялась 31 мая 2019 года. Съемки проходили в Малаге и Альмерии.

## Сюжет
Кристиан Тофт (Николай Костер-Вальдау) — полицейский из Копенгагена, жаждущий отомстить за убийство своего напарника Ларса Хансена (Сёрен Маллинг), совершённое уроженцем Ливии по имени Эзра Тарзи (Эрик Эбуане). В поимке убийцы Кристиану помогает его коллега Алекс (Кэрис ван Хаутен). Задачу им усложняет циничный агент ЦРУ Джо Мартин (Гай Пирс), использующий Эзру в своих целях.

## В ролях
| Актёр                  | Роль        |
| ---------------------- | ----------- |
| Кэрис ван Хаутен       | Алекс       |
| Николай Костер-Вальдау | Кристиан    |
| Гай Пирс               | Джо Мартин  |
| Сёрен Маллинг          | Ларс Хэнсон |
| Николас Бро            | медбрат     |
| Томас В. Габриэльссон  | Уолд        |
| Паприка Стеэн          | Ханна Тофт  |
| Эрик Эбони             | актёр       |
| Якоб Ульрик Ломанн     | коп         |
| Йон Ланге              |             |